# Pachybrachis nigricornis
Pachybrachis nigricornis är en skalbaggsart som först beskrevs av Thomas Say 1824.  Pachybrachis nigricornis ingår i släktet Pachybrachis och familjen bladbaggar.

## Underarter
Arten delas in i följande underarter:
- P. n. nigricornis
- P. n. autolycus
- P. n. carbonarius
- P. n. difficilis